# Leila Reitz
Leila Reitz, född 1887, död 1959, var en sydafrikansk politiker. 
Hon var ledamot i Sydafrikas parlament för Parktown 1933-1943. Hon var den första kvinna som valdes in i Sydafrikas parlament efter införandet av kvinnlig rösträtt 1931. 